# ريو تاكاهاشي
ريو تاكاهاشي (باليابانية: 高橋 諒) (مواليد 16 يوليو 1993)، هو لاعب كرة قدم ياباني سابق كان يلعب كمدافع.

## وصلات خارجية
- ريو تاكاهاشي على موقع رابطة كرة القدم اليابانية للمحترفين (اليابانية)
- ريو تاكاهاشي على موقع قاعدة بيانات كرة القدم.إي يو (الإنجليزية)
- ريو تاكاهاشي على موقع Soccerway.com (الإنجليزية)
- ريو تاكاهاشي على موقع عالم كرة القدم.نت (الإنجليزية)